# Olea moluccensis
Espèce
Classification phylogénétique
Olea moluccensis est une espèce de plantes à fleurs  de la famille des Oleaceae et du genre Olea. C'est un arbuste dont on ne sait s'il atteint la taille d'un arbre. Il a été reconnu et classé dans le sous-genre Tetrapilus par P.S. Green lors de sa révision du genre Olea (2002) avec ses synonymes et sa description botanique.

## Synonymes botaniques
Il n'y a pas de synonymes connus à ce jour.

## Description botanique

### Appareil végétatif
C'est un arbuste dont un ne connaît pas la forme arborée. Les jeunes branches sont glabres.  Les feuilles sont coriaces, avec des pétioles qui ont entre (0,8-)1 à 1,5 mm de longueur. Le limbe est elliptique à légèrement oblancéolé, de 18 à 25 cm de long et large de 6 à 9 cm de large, la base est largement aigüe, atténuée sur le pétiole, l'apex est brièvement acuminé. Les bords sont entiers. Il y a 10 à 14 nervures primaires de part et d'autre de la nervure centrale, habituellement avec une nervure secondaire entre chaque paire, n'atteignant pas le bord.

### Appareil reproducteur

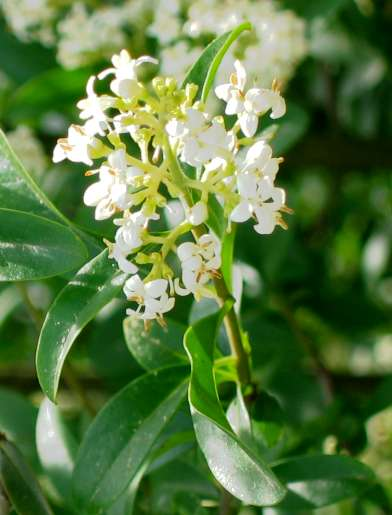
Inflorescence d'Oleacée en panicule.

Les inflorescences sont axillaires en panicules denses, de 1 à 2 cm de long, à fleurs abondantes sub-ombellées, glabres ou finement pubérulentes, avec des pédicelles de 1,5 à 5 mm de long. Les pédicelles ont 0,5 à 1 mm de long. Les fleurs mâles viennent des bourgeons un peu globuleux mesurant 1 mm de diamètre. Le calice mesure 1 mm de long, largement quadrilobè, glabre avec les bords ciliés. La corolle mesure 1 à 1,5 mm de long, divisée légèrement moins qu'à la moitiè avec des lobes oblongs, arrondis et cucullés. Les étamines sont au nombre, subsessiles avec des anthères mesurent 0,5 mm de long. Le fruit n'a pas été observé. Il serait « globuleux » et mesurerait 16 × 15 mm selon Kiew.

### Répartition géographique
Le matériel examiné provient des Îles Moluques : Île Taliabu, Île Buru (1859-1861).

## Utilisations
Cette espèce est recherchée pour la confection de bonsaïs ou comme arbuste d'ornement de parcs et jardins.

## Sources
Pour des articles plus généraux, voir Oleaceae, Olea et Tetrapilus.